# Niva Olšového potoka
Niva Olšového potoka je přírodní rezervace severovýchodně od obce Petrovice v okrese Ústí nad Labem při hranici s Německem. Chráněné území je v péči Správy Národního parku České Švýcarsko.

## Předmět ochrany
Důvodem ochrany je meandrující tok Olšového potoka, potoční niva se zachovalými břehovými porosty, mokřadní biotopy a druhově bohaté luční porosty a na ně vázané zvláště chráněné či ohrožené druhy rostlin a živočichů.

## Historie
Oblast přírodní rezervace byla původně vyhlášena 4. dubna 2002 Správou CHKO Labské pískovce ve snaze chránit zvláštně chráněné druhy živočichů a rostlin, zejména chřástal polní (Crex crex), koprník štětinolistý (Meum athamanticum), vrba plazivá (Salix repens), upolín evropský (Trollius europaeus), suchopýr úzkolistý (Eriophorum angustifolium) a další. Nicméně 30. září 2013 bylo vydáno nařízení č. 3/2013, které přírodní rezervaci přehlásilo, aby předmět ochrany lépe vystihoval podstatu území. Nařízení začalo být platné 15. října 2013, současně byl schválen i plán péče o přírodní rezervaci na roky 2013–2022.